# Schroederella iners
Schroederella iners är en tvåvingeart som först beskrevs av Johann Wilhelm Meigen 1830.  Schroederella iners ingår i släktet Schroederella och familjen myllflugor. Arten är reproducerande i Sverige. Inga underarter finns listade i Catalogue of Life.